# Pseudagrion coriaceum
Pseudagrion coriaceum – gatunek ważki z rodziny łątkowatych (Coenagrionidae).